# Бурбони
Бурбо́ни (фр. Bourbon фр.: [buʁbɔ̃], ісп. Borbón, італ. Borbone) — європейська династія, молодша гілка королівського дому Капетингів, що походить від молодшого сина Людовика IX Святого Робера де Клермон, який отримав сеньйорію Бурбон як придане дружини.
Династія Бурбонів є прямими нащадками дочки Великого князя Київського Ярослава Мудрого Анни Ярославни та її чоловіка.

## Історія

### На престолі Франції
Бурбони вступили на французький престол 1589 року з припиненням існування іншої гілки Капетингів — династії Валуа.

Герб герцогів Бурбонів.

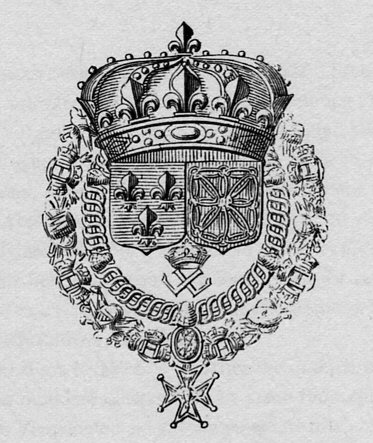
Герб Бурбонів — королів Франції й Наварри (1589—1830).

Династія є, ймовірно, не лише найдавнішим, але й найчисленнішим із європейських монарших родів. Ще до проголошення Генріха Наваррського королем Франції від основного дерева роду Бурбонів відокремились принци Конде й кілька інших гілок, з яких тільки гілка Бурбонів-Бюссі існує й до нині.
1697 року представник династії Бурбонів: Француа Луї Бурбон-Конті був обраний на Сеймі Речі Посполитої Королем Польщі, Великим князем Литовським, Великим князем Руським, Київським, Волинським, Подільським, Смоленським, Сіверським, Чернігівським та інш.
У XXI столітті існує декілька гілок Бурбонів, серед яких основні — гілка королів Іспанії, гілка Великих герцогів Люксембурзьких (Бурбон-Пармська) та Орлеанська гілка.

### Іспанська гілка
Іспанська гілка бере свій початок від короля Іспанії Філіпа V (онук короля Франції Людовика XIV), прямим нащадком якого є Філіп VI (король Іспанії).
Іспанська гілка містить в собі:
- Карлістська гілка. Нащадки дона Карлоса Старшого (1788—1855) — молодшого брата короля Фердинанда (Фернандо) VII, який позбавив його права успадкування престолу на користь своєї дочки Ізабели II, чим порушив салічний, прийнятий в домі Бурбонів. Війни прихильників Карлоса і його нащадків проти Ізабели і її спадкоємців отримали назву «карлістських». Карлісти зазнали поразки, а сама гілка припинила існування в 1936 році.
- Гілка Ізабели. Нащадки Ізабели II і її двоюрідного брата Франсиско Асісского (також члена династії Бурбонів, сина молодшого брата дона Карлоса Старшого), які правили країною до 1931 року і з 1975 року. Гілка має трьох сучасних представників чоловічої статі — Луїс Альфонсо, герцог Анжуйський (рід. 1974), нащадка старшого брата батька нинішнього короля — глухонімого дона Хайме, герцога Сеговії, (Кадіська гілка) династично старшого у всій династії Бурбонів, вони претендують на верховенство в роді Бурбонів, а також на французький престол; Хуана Карлоса I (відрікся від престолу в 2014 році) і його сина Філіпа VI (зійшов на престол опівночі 19 червня 2014 року і є чинним королем Іспанії).
- Севільська гілка. Морганатична гілка нащадків брата Франсиско, принца Енріке. Існує дотепер (16 представників).
- Сицилійська гілка. Нащадки сина короля Карла III, Фердинанда (Фернандо) (1751—1825), який став королем Сицилії. Правили в Сицилії і Неаполі. Гілка існує і зараз, налічує 17 представників.
- Пармська гілка. Нащадки Феліпе (1720—1765), одного з молодших синів Філіпа V, став герцогом Пармський. Численні представники (нащадки 24 дітей герцога Роберта I Пармского) живуть і зараз.

Бурбон-Пармська гілка бере свій початок від герцога Пармського Філіпа І (син короля Іспанії Філіпа V), прямим нащадком якого є Великий герцог Люксембургу Анрі.

### Орлеанська гілка
Орлеанська гілка бере свій початок від герцога Орлеанського Філіпа І, сина короля Франції Людовика ХІІІ. Луї-Філіп I, який належав до орлеанської гілки Бурбонів, був останнім королем Франції. Прямими нащадками короля Франції Луї-Філіпа І є глава Орлеанського дому та орлеаністський претендент на трон Франції з 1999 року принц Генріх Орлеанський, граф Паризький, а також його діти, серед яких принц Жан Орлеанський, герцог Вандом.
Похідні гілки:
- Гілка Орлеан-Браганса. Нащадки онука Луї-Філіпа I Гастона (1842—1922), династія нащадків бразильських імператорів (також Капетингів).
- Гілка Орлеан-Галліера. Нащадки молодшого сина Луї-Філіпа I Антуана (1814—1896), котрий одружився з іспанською принцесою. Має шістьох нині живих представників.

## На тронах Європи
Представники династії Бурбонів були або є в цей час монархами наступних держав:
- Наваррське королівство (1550—1621)
- Франція (1589—1792; 1814—1815; 1815—1848),
- Іспанії (1700—1808; 1814—1868; 1874—1931; нині панує з 1975)
- Неаполітанське королівство (1734—1806, 1815—1816)
- Сицилійське королівство (1734—1816)
- Королівство Обох Сицилій (1816—1861)
- Пармське герцогство (1748—1802, 1847—1858).
- Велике герцогство Люксембург (з 1964 й до сьогодні)